# Hordern Brothers
Hordern Brothers was een warenhuis in Windsor, Australië. Het warenhuis was actief tussen 1962 en 1999.

## Geschiedenis
Het warenhuis werd opgericht door de vijfde generatie van de Hordern-familie, afstammelingen van de oprichters van het beroemde warenhuis Anthony Hordern & Sons in Sydney. In 1962 namen Hunter en Ross Hordern het bedrijf M.H. Pulsford & Co. over op de hoek van George Street en Fitzgerald Street. De winkel, die bekend stond als 'The Friendly Corner Store', werd hernoemd tot H & R Hordern – Value Department Store. Het warenhuis stond bekend om zijn brede assortiment, van kleding tot hardware, en bediende klanten in de regio Windsor. Het bedrijf bleef actief tot het einde van de 20e eeuw, waarna het in fasen werd gesloten: de ijzerwarenafdeling in 1996, de damesmode in 1998 en de herenmode in 1999. Na de sluiting werden enkele historische voorwerpen gedoneerd aan het Hawkesbury Regional Museum, waar ze nu te zien zijn als onderdeel van een permanente tentoonstelling over de geschiedenis van het warenhuis.